# Olle Adolphson
Gustaf Edvin Olle Adolphson, ursprungligen Gustaf Edvin Olof Adolphson, född 2 maj 1934 i Kungsholms församling i Stockholm, död 10 mars 2004 i Engelbrekts församling, Stockholm, var en svensk visdiktare, vissångare och gitarrist. Adolphson var en av de viktigaste personerna inom 1960- och 1970-talens svenska visdiktning.

## Biografi

### Bakgrund
Adolphson var son till skådespelarna Edvin Adolphson och Mildred Mehle, ogift Folkestad, samt dotterson till konstnären Bernhard Folkestad. Hans syskon var skådespelaren Anna-Greta Adolphson (halvsyster på faderns sida), skådespelaren och regissören Leo Cullborg (halvbror på faderns sida), TV-producenten Kari Thomée, skådespelaren Kristina Adolphson och fotografen Per B. Adolphson.

### Karriär

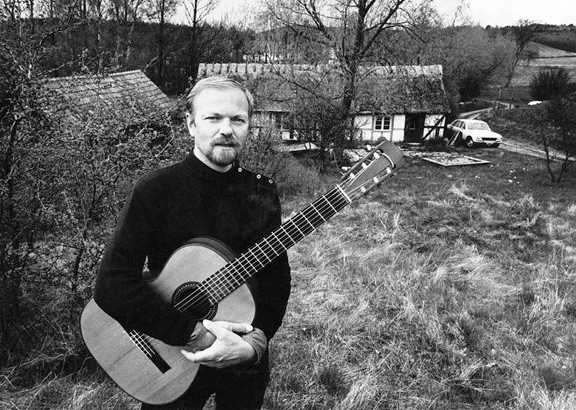
Olle Adolphson, 1960-tal.

Adolphson debuterade 1956 med vissamlingen Aubade. Bland hans allra mest kända sånger finns "Trubbel", som blivit mycket känd inte minst genom Monica Zetterlunds insjungning. Visorna "Det gåtfulla folket" och "Mitt eget land" som han skrev tillsammans med Beppe Wolgers är två till av hans mer kända verk. Olle Adolphson skrev den svenska texten till "Trettifyran", sången om den gamla kåken som skulle rivas, efter det amerikanska originalet "This Ole House", som blev en landsplåga på 1960-talet, då texten var minst sagt aktuell i Stockholm, liksom i många andra svenska städer.
Under 1970- och 1980-talen gav Adolphson ut flera Taubetolkningar och under 1990-talet tolkningar av dikter skrivna av Harry Martinson och Lars Forssell. Olle Adolphson skrev också den svenska texten till det populära barnprogrammet Fablernas värld som gick i tv i början av 1970-talet. I början av 1980-talet komponerade han Mässa på svenska språket som uruppfördes 1983. Den kom 2004 ut på CD.

### Familj och gravplats

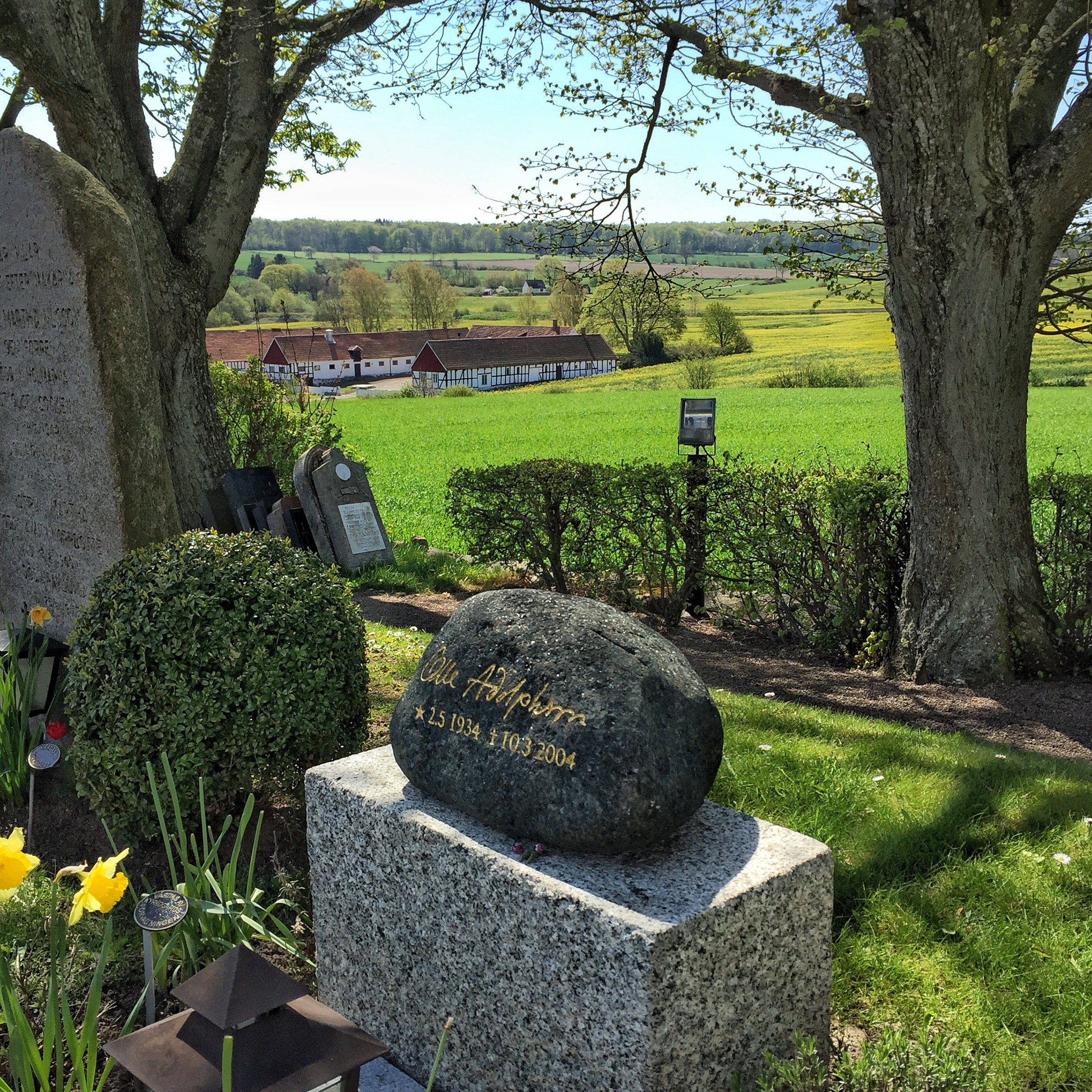
Olle Adolphsons gravplats på Ravlunda kyrkogård.

Adolphson var 1960–1966 gift med Elisabeth Bryhn (född 1935), dotter till den norske generalen Lauritz Bryhn och Solveig Bjerkebäk. Tillsammans fick de en son och en dotter. Åren 1965–1971 levde han med psykoanalytikern Karin Michal (född 1940); 1967 fick de en dotter. Tillsammans med Katarina Eklund (född 1941) fick han sonen skådespelaren Linus Eklund Adolphson, född 1971. Slutligen fick han två söner med Vivian Kempe (född 1944).
Han ligger begravd på Ravlunda kyrkogård.

## I kulturen och övrigt
I juli 2009 utpekades Adolphson av en frilansskribent som personen bakom pseudonymen Bo Balderson.
Adolphson har varit föremål för en doktorsavhandling i musikvetenskap, Frans Mossbergs studie Visans kontinuum Ord, röst och musik Studier i Olle Adolphsons musik och framförandekonst, och en doktorsavhandling i litteraturvetenskap, Charlotte Ulmerts Visan som gåva: Olle Adolphsons litterära konstnärskap (2004). 2005 utkom hyllningsskivan DubbelTrubbel, där Adolphsons sånger tolkas av ett stort antal svenska artister, bland andra Peter LeMarc, Håkan Hellström, Sofia Karlsson, Eva Dahlgren, Freddie Wadling, Mauro Scocco och Rikard Wolff samt den åländska sångaren Johanna Grüssner. 2020 utgavs biografin Trubbel – berättelsen om Olle Adolphson, skriven av Jan Malmborg. Biografin blev nominerad till Augustpriset 2020.
I maj 2021 kom det fram att en trubadur hade hittat tidigare outgivna stycken av Adolphson på ett musikförlag i Göteborg. 

## Diskografi
- 1962 – Adolphson, Olle (198?). En stol på Tegnér. Telestar. Libris 11529361
- 1964 – Adolphson, Olle (1980). Visor. Telestar. Libris 11529427
- 1967 – Adolphson, Olle (1981). Vad tänker jag på. Telestar. Libris 11535420
- 1967 – Adolphson, Olle (1970). Visor under 10 år. Telestar. Libris lwxlsr1jjznls87v
- 1968 – Olle Adolphson sjunger egna och andras visor
- 1969 – Låtar i stan
- 1974 – Adolphson, Olle; Ferlin Nils (1974). Olle Adolphson och fyra Ferlin. Telefunken. Libris 11529452
- 1976 – Taube, Evert; Adolphson Olle, Adolphson Olle (1974). Olle Adolphson sjunger Evert Taube [1], , Olle Adolphson sjunger 27 visor. Telestar. Libris 11536309
- 1976 – Jag har skrivit till min flicka
- 1976 – Taube, Evert; Adolphson Olle (1976). Olle Adolphson sjunger Evert Taube Vol. 3, , Från San Remo till Sandhamn. Telestar. Libris 11529342
- 1984 – Adolphson, Olle (1984). Olle Adolphson, Göteborgs Kammarkör. Swedish Society. Libris 11535917
- 1990 – Det blåser tre vindar på haven
- 1994 – Adolphson, Olle (1994). Älskar inte jag dig då. MNW Records. Libris 11547194
- 1995 – Adolphson, Olle. På gott och ont 51 Adolphsonare : inspelningar 1956-95. Libris 9179231
- 1999 – Adolphson, Olle; Zetterlund Monica, Bagge Lars, Gustafsson Rune (1999). Monica Zetterlund sjunger Olle Adolphson. Stockholm: Phontastic. Libris 3166129
- 2004 – Adolphson, Olle; Sjökvist Gustaf (2004). Mässa på svenska språket = Mass in Swedish. Stockholm: STIM/Svensk musik. Libris 9676904
- 2005 – Adolphson, Olle (2005). Dubbeltrubbel. Capitol. Libris 11473204
- 2009 – Adolphson, Olle (2009). Tystnaden smyger som en katt. EMI. Libris 11710049

## Notsamlingar

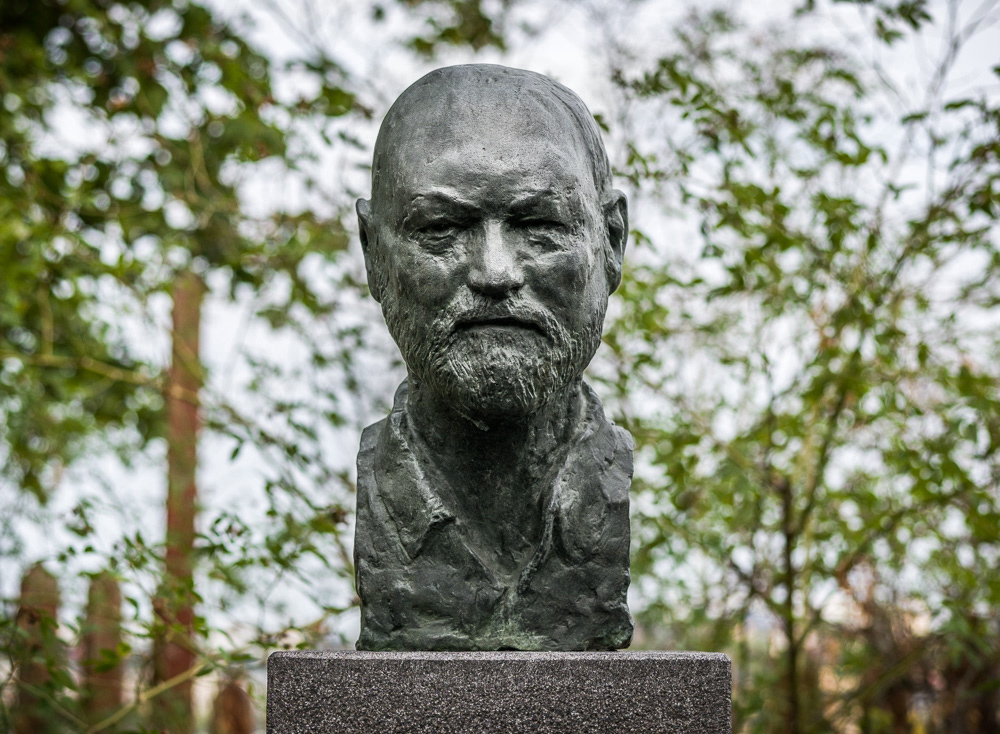
Byst av Olle Adolphson utförd av konstnären Olle Seglert.

- 1956 – Adolphson, Olle (1956). Aubade: visor och dikter. Stockholm: Bonnier. Libris 853121
- 1957 – Adolphson, Olle; Ferlin Nils, Bohman Gunnar, Forssell Lars, Reuterswärd Carl Fredrik, Wolgers Beppe (1957). 13 visor. Stockholm: Bonniers. Libris 1491294
- 1961 – Ferlin, Nils; Adolphson Olle, Söderlundh Lille Bror, Björlin Ulf, Briné Josef, Bergner Tor, Ferlin Nils (1961). 11 dikter. Stockholm: Odeon. Libris 2434508
- 1964 – Adolphson, Olle (1964). Trubbel 6 visor. Stockholm: Reuter & Reuter. Libris 2306323
- 1966 – Adolphson, Olle (1966). Duvan och vallmon visor. Stockholm: Bonnier. Libris 853158
- 1966 – Adolphson, Olle (1966). Slagsmålet på Tegelbacken 12 visor : i arrangemang för sång, piano, gitarr. Stockholm: Reuter & Reuter. Libris 1215339
- 1968 – Adolphson, Olle; Claesson Stig (1968). Jag kan själv: för barn. Staffanstorp: Cavefors. Libris 853168
- 1986 – Adolphson, Olle (1983). Folia: visor : dikter. Göteborg: Korpen. Libris 7638868. ISBN 91-7374-254-6 (inb.)

## Priser och utmärkelser
- 1957 – Första pris i en radiotävling med låten En glad calypso om våren
- 1971 – Evert Taube-stipendiet
- 1977 – Svenska grammofonpriset för Olle Adolphson sjunger Evert Taube – Jag har skrivit till min flicka
- 1980 – Spelmannen
- 1982 – Nils Ferlin-Sällskapets trubadurpris
- 1985 – Svenska fonogramartistpriset
- 1992 – Läkerols svenska kulturpris ("Du får det i en tid av skränig fördumning, för den doft du sprider i denna unkna värld")
- 1992 – SKAP:s stipendiefond till Evert Taubes minne
- 1994 – Piratenpriset
- 1994 – Cornelis Vreeswijk-stipendiet
- 1999 – Medaljen för tonkonstens främjande
- 2000 – Fred Åkerström-stipendiet
- 2001 – Bellmanpriset
- 2002 – Litteris et Artibus